# Indoor Brabant

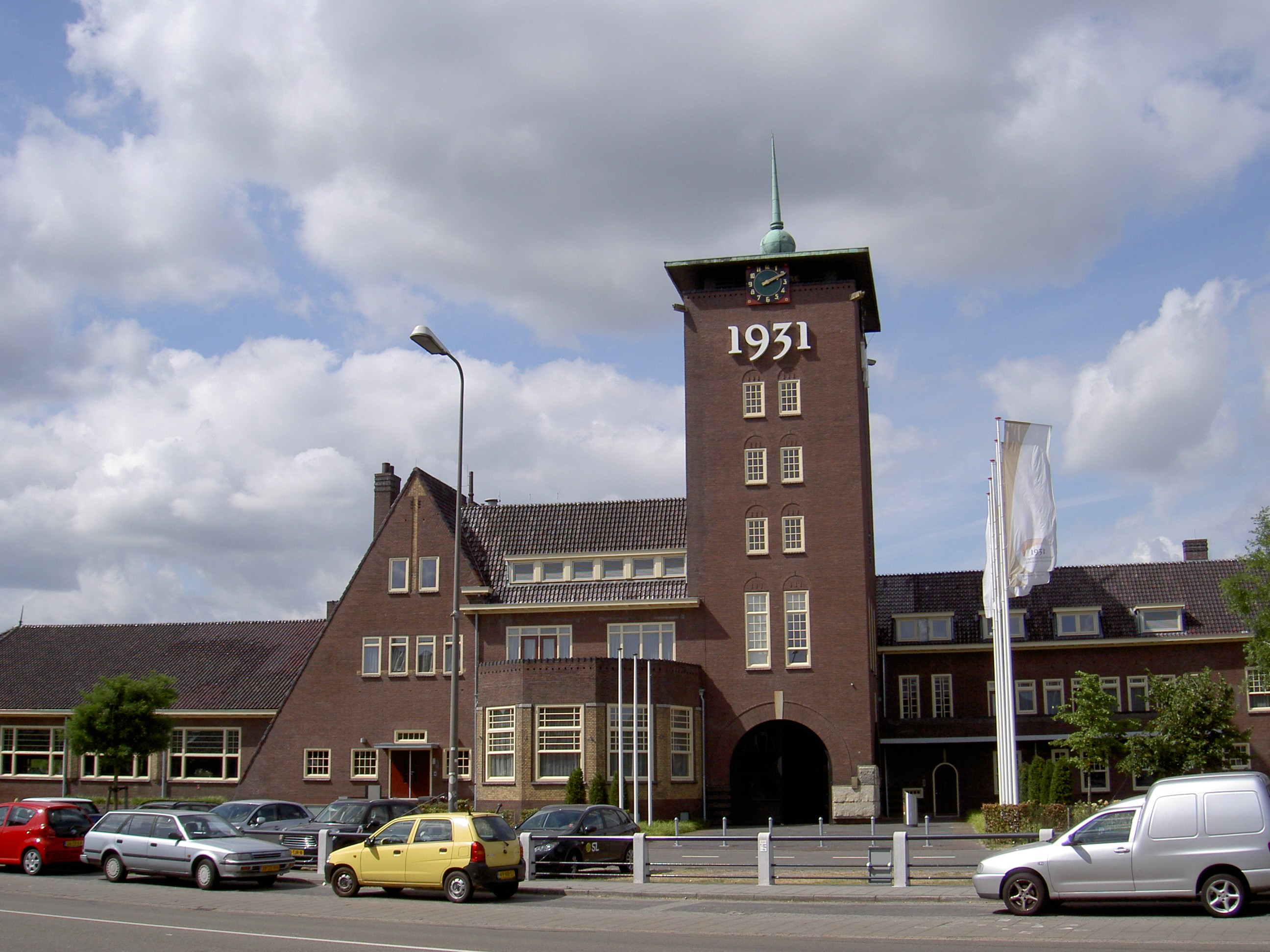
Hauptgebäude Brabanthallen

The Dutch Masters Indoor Brabant ist ein internationales Turnier im Pferdesport, das alljährlich in ’s-Hertogenbosch in den Niederlanden ausgetragen wird. Die viertägige Veranstaltung findet üblicherweise Ende März statt.

## Springreiten
Das Springturnier wird seit 1966 in den Brabanthallen, einem Veranstaltungsgelände in Herzogenbusch, veranstaltet. Von 1979 bis 2013 war es eine Station des Springweltcup. Die Springweltcupfinale von 1994 und 2012 wurden hier veranstaltet. Mit der Saison 2013/2014 stiegen die Turniermacher aus dem nun von Longines gesponserten Weltcup aus und blieben bei dem Sponsor Rolex. Der Große Preis heißt seitdem "Rolex Grand Prix" und wird als CSI***** ausgetragen. Seit der Aufnahme in den Grand Slam der Springreiter im Jahr 2018 trägt das Turnier den Namenszusatz "The Dutch Masters".

## Dressurreiten
1983 wurde das erste Dressurturnier durchgeführt. Seit 1986 ist es eine Station des Dressurweltcups und wird als CDI-W durchgeführt. Das Weltcupfinale im Dressurreiten wurde in den Jahren 1986, 1988, 1990, 1993, 1997, 2000, 2002, 2008, 2010 und 2012 im Rahmen des Indoor Brabant durchgeführt.

## Fahren
1995 wurde das Vierspänner-Fahren in das Programm aufgenommen und war 2001/2002 bis 2004/2005 Weltcupstation.